# Georg von Haugwitz
Georg von Haugwitz († 1. Oktober 1463 in Zeitz) war 1463 Bischof von Naumburg. Er bekleidete hohe geistliche Ämter und war Kanzler von Friedrich dem Sanftmütigen.
Georg stammte aus der Familie von Haugwitz. Aufgrund eines Übertragungsfehlers wurde der Vorgänger Peter von Schleinitz als Peter von Haugwitz von Autoren auch häufiger dieser Familie zugeordnet. Er studierte in Leipzig. Anschließend befand er sich in den Diensten von Albrecht III. von Sachsen-Wittenberg. 1424 erscheint er als Familiar des Mailänder Erzbischofs Bartolomeo Capra. Als Gefolgsmann der Wettiner bemühte man sich 1431 um seine Ernennung zum Bischof von Merseburg, wo er sich gegenüber Johann II. Bose von Ammendorf und Ermlitz nicht durchsetzen konnte. 1436 war er Sekretär, unmittelbar darauf Kanzler von Friedrich dem Sanftmütigen und trug damit erheblich zur kursächsischen Verwaltungsreform bei. In geistlichen Positionen trat er verschiedentlich in Erscheinung. Er war u. a. Domherr in Naumburg, später auch in Meißen. Er starb nur 12 Tage nach seiner Erwählung zum Bischof. Sein Grab findet sich in der Stiftskirche von Zeitz, seine bronzene Grabplatte ist erhalten geblieben.
1461 wurde Georg I. von Haugwitz von Kurfürst Friedrich II. u. a. mit Seifersdorf bei Radeberg belehnt.